# Symantec
A Symantec (Symantec Corporation; SYMC) a világ egyik vezető cége az információs adatvédelem és a vírusirtás terén, programjait Norton néven forgalmazza.

## Története
A Symantecet 1982-ben alapították. A Gen Digita Inc., (korábban Symantec Corporation és NortonLifeLock) egy multinacionális szoftvercég, amelynek székhelye Tempe és Prága. A cég kiberbiztonsági szoftvereket és szolgáltatásokat nyújt. A Gen a Fortune 500-as vállalat, és az S&P 500 tőzsdeindex tagja. A cégnek Pune-ban, Chennai-ban és Bangalore-ban is van fejlesztési központja. Portfóliójában megtalálható a Norton, az Avast, a LifeLock, az Avira, az AVG, a ReputationDefender és a CCleaner.

## Termékei
- Norton Security Premium
- Norton Security Deluxe
- Norton Security Standard
- Norton Family Premier
- Norton Internet Security
- Norton 360
- Norton Online Backup
- Norton Mobile Security
- Norton Safe Search
- Norton App Lock
- Norton Clean
- Norton Core Secure
- Norton AntiVirus for Mac
- Norton Internet Security for Mac
- Norton Password Manager
- Norton Snap QR Code Reader

## Külső hivatkozások
- Hivatalos weblap
- Symantec Magyarország

1. 1 2 3  Proxy Statement. (Hozzáférés: 2023. augusztus 8.)
2. 1 2  https://s24.q4cdn.com/151081985/files/doc_financials/2019/ar/NortonLifeLock-Inc.-2020-Annual-Report.pdf